# Grinduga
Grinduga är en småort och by i Valbo socken, Gävle kommun, Gävleborgs län.
Byn omtalas första gången i skriftliga källor 1514, då rågångssyn hölls mellan Grinduga och Älvkarleö på grund av gränstvist mellan bönderna i Uppland och Gästrikland om rätta gränsen. Gränsen granskades av uthäradsmän från Våla och Tierps härader som dömde till Älkarlebybornas fördel. Man rannsakade rågången från Ärtmanshyttan (nu Hyttön) i Hedesunda socken, som var ett ”huvudrör”. Därifrån till Långhäll och till Harnäs fanns visare som pekade mot det andra huvudröret, det på Harnäs, vilket dock befanns vara rivet. Detta rör hade tidigare varit helt, vilket kunde intygas av levande vittne. Dessa huvudrör är och kallas Älvkarlerör mellan Älvkarleby och Grinduga, som det varit av hedenhös. Rågången har även rannsakats och gillats (tidigare än 1514) av en synenämnd om sex bönder från Österlövsta socken och sex bönder från Västlands socken med fyra vidervarumän från Gårdskär och Marma, Västlands sn samt en borgare från Uppsala och två frälsemän – Sten Kristiernsson (Oxenstierna) på Vik, Balingsta socken och Gudmund Persson på Örby, Vendels socken. 
1541-1569 fanns fyra skattehemman i byn.